# Gârliță mică
Gârlița mică (Anser erythropus) este o gâscă cenușie de talie mică înrudită îndeaproape cu gârlița mare (A. albifrons). Se reproduce în nordul Fennoscandiei și în Siberia și a cărei populație a scăzut drastic în secolul XX.

## Taxonomie
Gârlița mică a fost descrisă oficial în 1758 de naturalistul suedez Carl Linnaeus în cea de-a zecea ediție a lucrării sale Systema Naturae sub numele binomial Anas erythropus. Linnaeus a specificat că locația tip este Europa de Nord, dar aceasta a fost limitată la nordul Suediei în 1913. Gârlița mică este în prezent una dintre cele 11 specii încadrate în genul Anser, care a fost introdus de zoologul francez Mathurin Jacques Brisson în 1760. Epitetul specific provine din anser, cuvântul latin pentru „gâscă” și erythropus, „cu picioare roșii”, derivat din greaca veche eruthros „roșu” și pous „picior”. Specia este monotipică: nu sunt recunoscute subspecii. Gârlița mică este strâns înrudită cu gârlița mare (Anser albifrons).

## Descriere

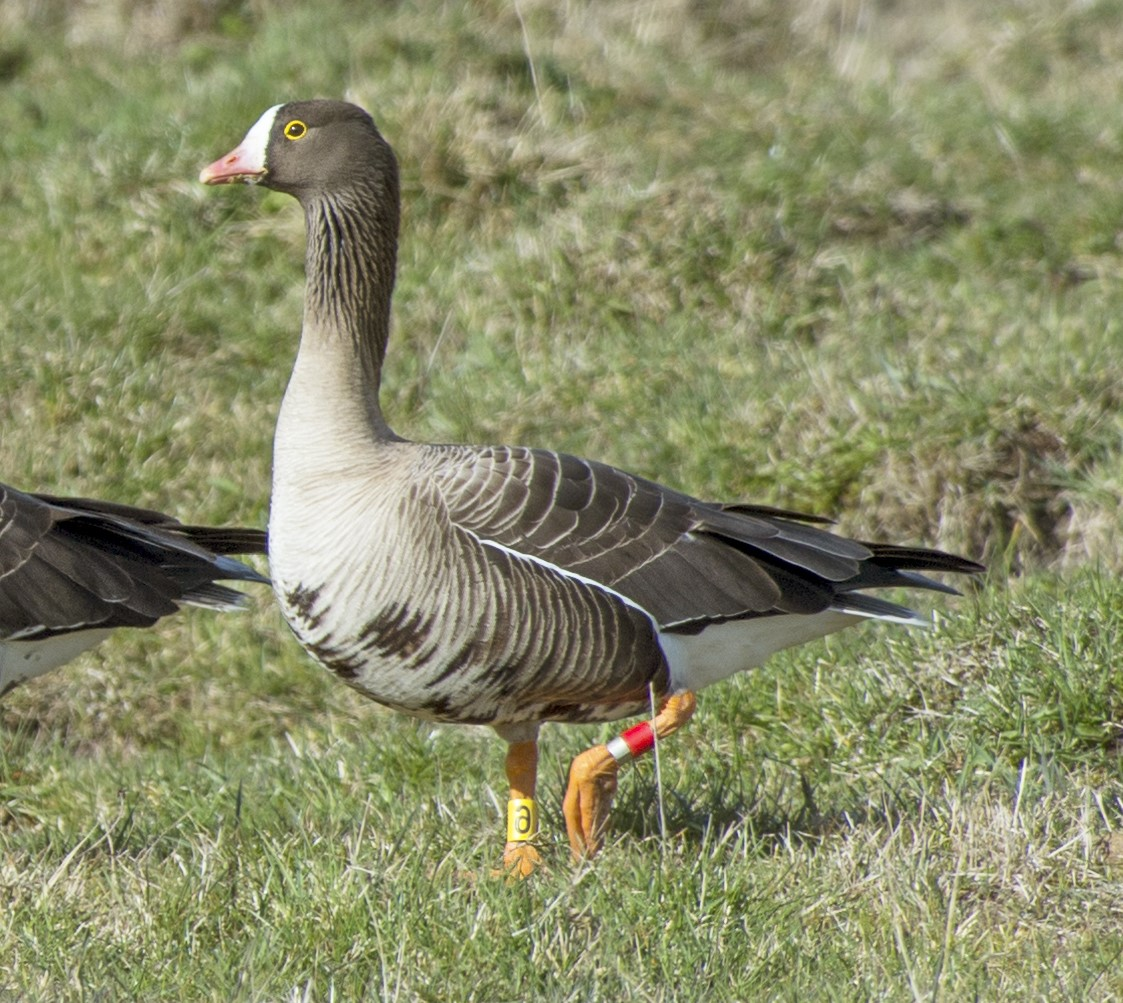
Anser erythropus

Gârlița mică este asemănătoare cu gârlița mare (A. albifrons), dar este mai mică, mai închisă la culoare (mai ales capul), are gâtul și ciocul mai scurte, fruntea abruptă și un inel galben distinct în jurul ochilor. Este o gâscă mică, măsurând între 53 și 66 de centimetri, adică de mărimea unei rațe sălbatice (Anas platyrhynchos). Are o anvergură a aripilor de 120-135 cm și o greutate medie de 1,4-2,2 kg. Cu toate acestea, cea mai distinctivă caracteristică este inelul orbital galben din jurul ochiului, care poate fi greu de observat de la distanță.
Emite sunete asemănătoare gârliței mari, dar mai ascuțite și mai clare.

## Distribuție
În prezent, gârlița mică se întâlnește fragmentar ca pasăre reproducătoare într-o zonă cuprinsă între munții nordici ai Scandinaviei și estul Siberiei. Este o pasăre migratoare ale cărei zone de iernare nu sunt încă clare și, având în vedere că specia a scăzut atât de mult, este posibil ca multe dintre fostele sale zone de iernare să nu fie niciodată descoperite. Inițial, cea mai mare parte a populației fennoscandiene migra de-a lungul unui coridor de migrație central european prin Finlanda, țările baltice și Ungaria, iar o proporție mai mică migra, de asemenea, de-a lungul unui coridor de migrație atlantic prin Danemarca. Unele păsări iernează în Regatul Unit, în timp ce altele iernează probabil în Țările de Jos, Belgia și Spania. Populația siberiană iernează în Asia Centrală, din Kazahstan în vest, prin Uzbekistan, Turkmenistan, nordul Indiei și China până în Coreea de Nord și de Sud, Japonia și Taiwan în est.

## Reproducere

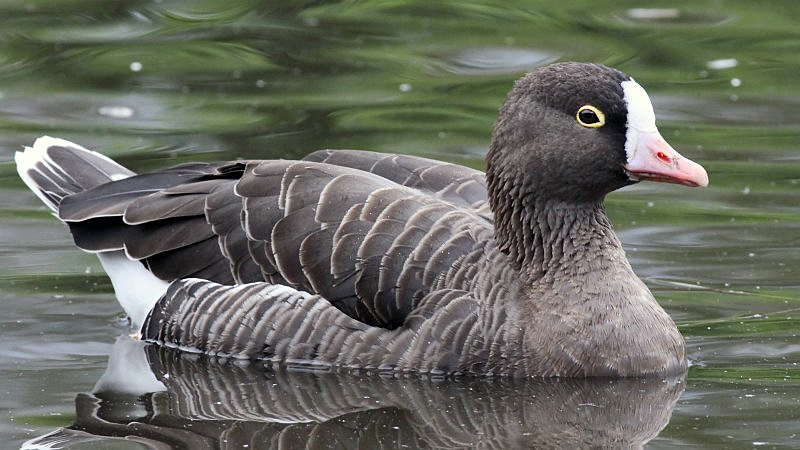
Gârliță mică

Gârlița mică este o pasăre care se reproduce la altitudini mai mari. Preferă să cuibărească în mlaștinile și turbăriile din zonele montane boreale. Cuibul său se găsește în tufișuri sau movile care nu sunt acoperite de zăpadă. În anii în care zăpada se topește foarte târziu, se împerechează ocazional la altitudini mai mici. Gârlițele mici arată de obicei o mare fidelitate față de partener, deși se vor împerechea din nou dacă își pierd partenerul. 
Sezonul de reproducere începe la sfârșitul lunii mai sau începutul lunii iunie. Se împerechează o singură dată pe an. Cuibul este o scobitură puțin adâncă căptușită cu plante, mușchi, puf și pene și conține de obicei cinci până la șapte ouă. Acestea sunt alungite, eliptice până la ovale și de culoare alb-crem.

## Conservare
Până la începutul anilor 1950, populația totală cuprindea zeci de mii de păsări. După aceea, a avut loc un declin dramatic al populației în toate zonele, astfel încât astăzi gârlița mică trebuie considerată ca fiind extrem de periclitată. Populația din Laponia este acum de numai 60-90 de perechi; în Ungaria, înainte de 1950, au iernat peste 100.000 de perechi reproducătoare, iar după 1980 au rămas doar 3.600. Ca și în cazul gâștei cu gât roșu, cauzele declinului populației sunt vânătoarea excesivă din Rusia, Kazahstan și din diferite țări din estul și sud-estul Europei. Asemănarea strânsă cu gârlița mare, mult mai numeroasă și intens vânată, este problematică.
Există programe de reintroducere a păsărilor în sălbăticie pentru a consolida populația. În plus, este una dintre speciile la care se aplică Acordul privind conservarea păsărilor de apă migratoare din Africa și Eurasia⁠(d) (AEWA).

## Galerie

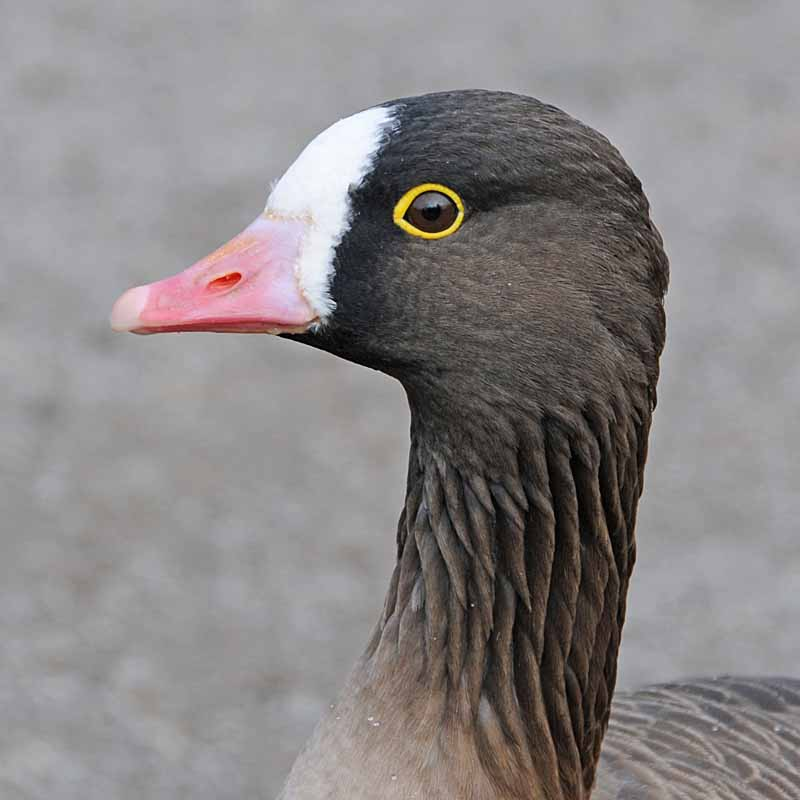
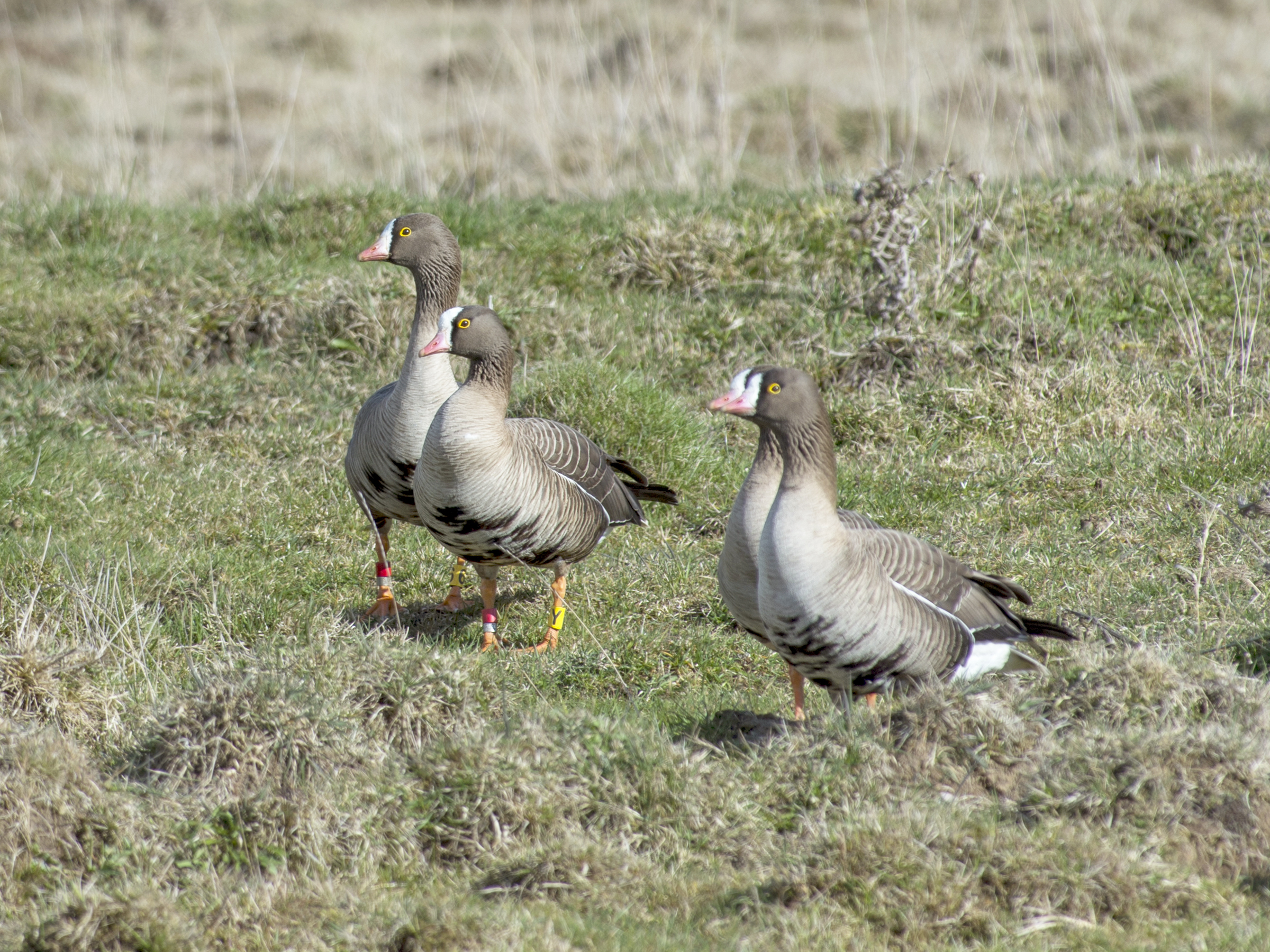
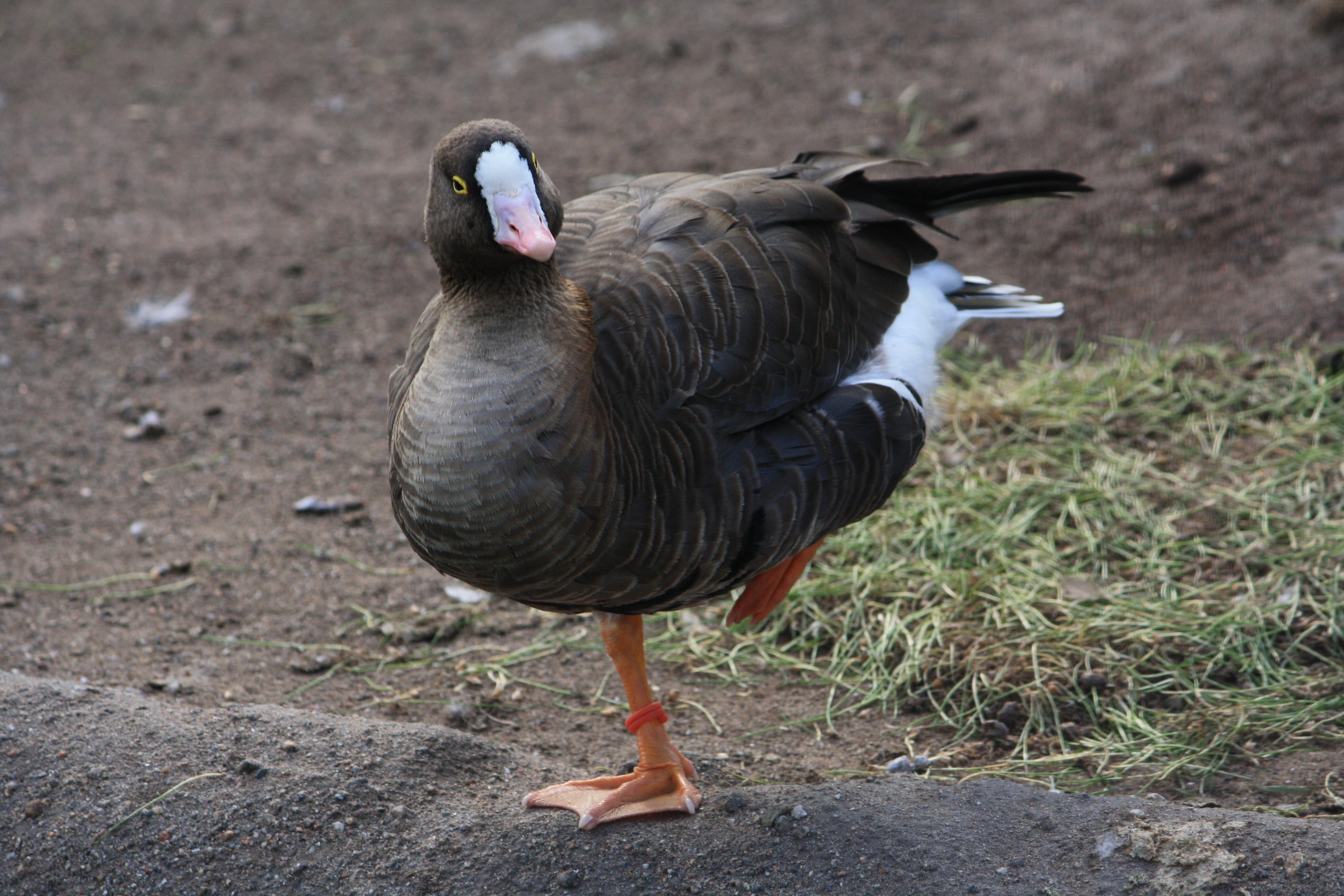